# Atenagora di Costantinopoli
Aristokles Spyrou (Tsaraplana, 25 marzo 1886 – Istanbul, 7 luglio 1972) è stato un arcivescovo ortodosso greco, appartenente alla comunità albanese epirota, patriarca ecumenico di Costantinopoli dal 1948 fino alla sua morte col nome di Atenagora I.
Fu il primo patriarca ortodosso, a distanza di secoli, a rincontrare il papa di Roma, papa Paolo VI, il 5 gennaio 1964, accogliendo con favore l'apertura verso un "colloquio" fra la Chiesa cattolica e quella ortodossa.

## Biografia
Nato nel villaggio di Vasiliko, vicino a Ioannina (regione d'Epiro, oggi ai confini con l'Albania, allora Impero ottomano), proveniva da una famiglia albanese (çamë) profondamente cristiana e di tradizione bizantina. Si dedicò alla religione ancora giovane, decidendo quindi di laurearsi in teologia presso la Scuola Teologica di Halki. La tesi di laurea riguardava l'elezione del Patriarca ecumenico di Costantinopoli dall'inizio fino all'anno 1453. Dopo la laurea, nel 1910, fu tonsurato monaco, con il nome di Athenagoras e ordinato diacono.
Servì come arcidiacono della diocesi di Pelagonia prima di diventare segretario dell'arcivescovo Meletius (Metaxakis) di Atene nel 1919 (poi patriarca di Costantinopoli). Ancora diacono, fu eletto metropolita di Corfù nel 1922 e subito elevato all'episcopato, senza fare il prete ordinario.
Nominato da Fozio II, nel 1930, arcivescovo a New York quale primate dell'Arcidiocesi greco-ortodossa d'America. Quando assunse la sua nuova carica americana, il 24 febbraio 1931, si trovò di fronte al compito di portare unità e armonia in una Chiesa dilaniata da dissensi tra realisti e repubblicani (venizelisti), che avevano praticamente diviso il paese in diocesi separate. Per correggere ciò, centralizzò l'amministrazione ecclesiastica negli uffici dell'arcidiocesi con tutti gli altri vescovi che fungevano da ausiliari, nominati per assistere l'arcivescovo, senza diocesi e diritti amministrativi propri. Lavorò attivamente con le sue comunità per stabilire l'armonia. Ampliò il lavoro dei sinodi clero-laici e fondò la Holy Cross School of Theology a Mahattan. Grazie alla sua leadership capace e paterna, resistette all'opposizione iniziale e guadagnò l'amore e la devozione del suo popolo.
L'arcivescovo Athenagoras consacrò la cattedrale arcidiocesana della Santissima Trinità nell'Upper East Side di New York City il 22 ottobre 1933. La chiamò: "La cattedrale di tutto l'ellenismo in America". Nel 1938, fu pure naturalizzato come cittadino degli Stati Uniti.
Sotto il governo di Massimo V fece una rapida carriera religiosa che lo portò a diventare il braccio destro del patriarca. Dopo le dimissioni di Massimo V, avvenute nel 1948, ne prese il posto con il nome di Atenagora I. Il 1° novembre 1948, fu eletto patriarca di Costantinopoli all'età di 62 anni. Nel gennaio 1949, il presidente americano Harry Truman lo fece volare sul suo aereo personale ad Istanbul in Turchia, per assumere il suo nuovo incarico. Come Patriarca, fu attivamente coinvolto nel Consiglio ecumenico delle Chiese e nel miglioramento delle relazioni con la Chiesa cattolica e il Papato.
L'evento più famoso e importante del suo patriarcato fu l'incontro che ebbe a Gerusalemme con papa Paolo VI, il 5 gennaio 1964, il primo dopo il Concilio di Firenze del 1439, che già aveva portato una riconciliazione, ma poi fallita per la conquista ottomana. Quell'incontro portò all'abrogazione formale delle reciproche scomuniche del 1054, che produssero lo Scisma tra le due Chiese, benché solo personali. Questo fu un passo significativo verso il ripristino delle relazioni tra Roma, Costantinopoli e gli altri Patriarcati dell'Ortodossia orientale. L'abrogazione avvenne il 7 dicembre 1965, giorno antecedente la chiusura del Concilio Vaticano II, con solenne cerimonia svoltasi contemporaneamente a Roma e ad Istanbul. Con la "Dichiarazione comune cattolico-ortodossa del 1965" prese pure avvio una Commissione congiunta per il dialogo fra le due confessioni, che nacque nel 1966 ed è tutt'oggi attiva.
La maggior parte dei leader ortodossi fu in genere positiva e favorevole al fatto. Ma ce ne fu uno che si oppose fermamente: il metropolita Filarete della Chiesa ortodossa russa all'estero, che sfidò gli sforzi del Patriarca per un riavvicinamento in una lettera aperta nel 1965. Sosteneva che nessun riavvicinamento era possibile finché la Chiesa cattolica "non avesse rinunciato alle sue nuove dottrine".
Un nuovo incontro tra Atenagora I e Paolo VI avvenne il 25 luglio 1967, durante il viaggio in Turchia di papa Paolo VI. Incontro poi ripetuto dal Patriarca a Roma nello stesso anno.
A causa della vecchiaia e di una lunga malattia che lo affliggeva da anni, fu sostanzialmente incapace di agire con fermezza ed efficacia durante gli ultimi anni del suo patriarcato: preferì infatti affidare le mansioni più delicate al suo aiutante Demetrio, che divenne il suo favorito e il suo successore sul seggio patriarcale di Costantinopoli. Fu ricoverato in ospedale il 6 luglio 1972 per una frattura all'anca, ma morì di insufficienza renale a Istanbul il giorno seguente all'età di 86 anni. Fu sepolto nel cimitero all'interno dei terreni della Chiesa di Santa Maria della Fonte a Balıklı, Istanbul.
Il sito web della Gran Loggia di Grecia lo cita tra gli affiliati alla massoneria, senza specificare data e luogo di iniziazione, né l'eventuale grado raggiunto, ma, secondo Les cahiers Villard de Honnecourt, pubblicazione ufficiale della Grande Loggia Nazionale di Francia, in un articolo di Bertrand Heyraud, intitolato “Uno sguardo diverso sulla spiritualità”, è stato insignito del 33º grado del Rito scozzese antico e accettato.
Egli parlava correttamente: albanese, francese, greco antico, greco moderno, turco.